# Шандрук Павло Феофанович
Павло́ Феофа́нович Шандру́к  (16 [28] лютого 1889, с. Борсуки, Кременецький повіт, Волинська губернія, Російська імперія, нині Лановецький район, Тернопільська область, Україна — 15 лютого 1979, м. Трентон, Нью-Джерсі, США) — український військовий діяч часів УНР, генерал-хорунжий армії УНР (1920), генерал-полковник в екзилі, дійсний член НТШ.
В українській армії служив також рідний брат Павла Шандрука — Шандрушкевич Олександр Феофанович.
Відповідно до українського законодавства може бути зарахований до борців за незалежність України у ХХ сторіччі.

## Життєпис

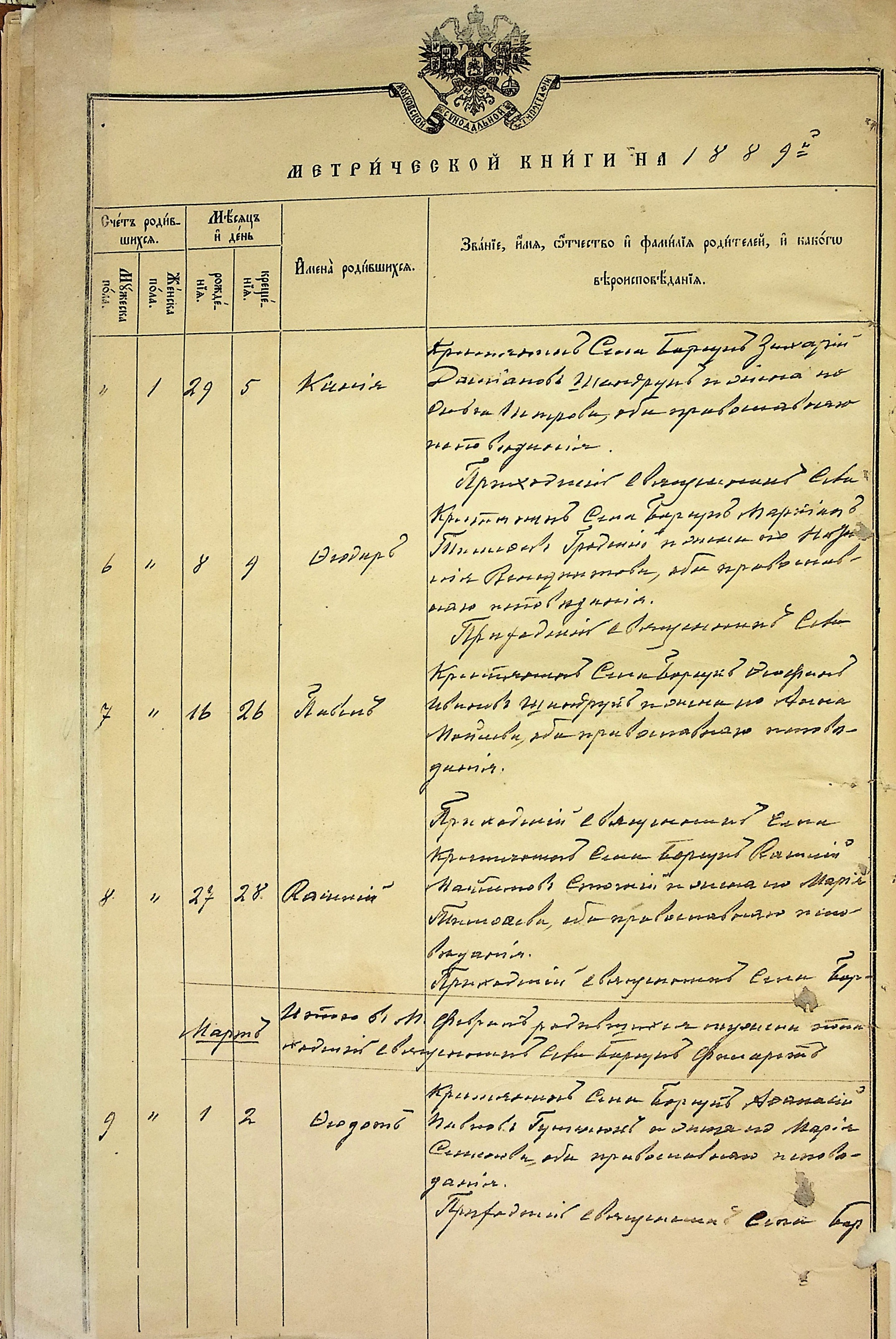
Метрична книга Миколаївської церкви, с. Борсуки, Кременецького повіту, Волинської губернії (1889 рік). Запис про народження та хрещення Павла Феофановича Шандрука. Державний архів Тернопільської області.

Народився у с. Борсуки, Кременецький повіт, Волинська губернія, Російська імперія). Син православного священика.

Навчався в духовній семінарії. Закінчив Острозьку класичну гімназію. За свідченнями Павла Шандрука[джерело?], 1911 року він закінчив Ніжинський історико-філологічний інститут князя Безбородька, проте розвідка сучасного дослідника історії інституту Петра Моціяки показала відсутність документального підтвердження цьому факту: 
Переглянувши документи інституту тих років, нами було встановлено, що студентом у Ніжині Павло Шандрук не був. Більше того, збереглися документи про вступні іспити 1907 р. і в списках тих, хто вступав до інституту, Павла Шандрука теж немає.
.
За свідченням історика Тинченка Я. Ю., Павло Шандрук напередодні війни закінчив три курси історико-філологічного інституту князя Безбородька в Ніжині.

### Участь уПершій світовій війні
Був призваний до лав Російської імператорської армії. Наприкінці грудня 1915 року закінчив прискорений 4-х місячний курс Олексіївського (Алексєєвського) військового училища в Москві та отримав чин прапорщика.
З січня 1916 року служив молодшим офіцером у 232-му запасному піхотному полку (у Твері), тимчасово виконував обов'язки командира 3-го батальйону. В серпні 1916 року був підвищений до рангу підпоручика.
В березні 1917 року був переведений до 70-го піхотного Ряжського полку, у складі якого брав участь у бойових діях на Північному фронті поблизу Двінська. Служив підлеглим у помічника командира полку з господарської частини. На листопад 1917 року, згідно архівних документів, мав чин підпоручика; російськими царськими та імператорськими орденами не нагороджувався. У лютому 1918 року був демобілізований.
У 1918–1920 роках перебував на службі в українській армії.
9 лютого 1918 р. вступив до 1-ї сотні 1-го Запорізького куреня Запорізького загону військ Центральної Ради.
З 10 квітня до 02 серпня 1918 р. — значковий 1-го панцерного дивізіону Окремої Запорізької дивізії армії УНР, згодом — армії Української Держави. За сумісництвом: з 14 квітня 1918 р. — командир панцерника «Полуботок», з 29 квітня 1918 р. — начальник панцерного потягу, з 07 травня 1918 р. — командир автопанцерної батареї Окремої Запорізької дивізії.
2 серпня 1918 р. через хворобу тимчасово звільнився з військової служби.
З 18 вересня 1918 р. — ад'ютант військового коменданта міста Харкова.
З 18 листопада 1918 р. — завідувач технічного відділу Харківської військової комендатури.
З 19 грудня 1918 р. — командир 7-го Харківського броньового дивізіону військ Директорії.
З 11 січня 1919 р. — в. о. харківського міського військового коменданта.
З 5 травня 1919 року (фактично — з кінця грудня 1918 р.) — командир Окремого стрілецького Запорізького куреня дієвої армії УНР. Воював поблизу міст Гусятин, Крем'янець, Почаїв, Тернопіль.
З 9 червня 1919 р. — командир 9-го Стрілецького полку (основою якого став Окремий стрілецький Запорізький курінь) 3-ї (згодом — Залізної) дивізії дієвої армії УНР.
З 10 серпня 1919 р. — командир 1-го Рекрутського полку дієвої армії УНР.
З 31 травня 1920 р. — командир 4-ї стрілецької бригади 2-ї дивізії армії УНР.
З 24 квітня 1920 р. — командир збірного загону 2-ї дивізії армії УНР.
З 7 травня 1920 року — командир 7-ї бригади Третьої Залізної дивізії (колишня 4-та бригада 2-ї дивізії) армії УНР.
З 25 липня 1920 р. — полковник.
З кінця 1920 року — в Польській республіці; один із засновників українського військового журналу «Табор».
З березня 1927 р. — начальник 1-го організаційного відділу Генерального штабу Військового міністерства УНР в екзилі. З серпня 1927 р. до травня 1936 р. — голова цього штабу.
У 1929 р. закінчив військовий радіотехнічний інститут у Варшаві.
З травня 1936 р. — на контрактовій службі у польській армії у ранзі майора. Служив у 2-му батальйоні 18-го піхотного полку (Скерневиці).
З 1 листопада 1936 р. навчався у польській Вищій військовій школі, після закінчення якої у вересні 1938 р. отримав звання підполковника та продовжив контрактну службу у польській армії.

### Участь уДругій світовій війні
У польсько-німецькій війні 1939 року — з 07 вересня 1939 р. командував збірною бригадою, з 23 вересня 1939 р.командир 29-ї польської бригади. У бою з німцями під Томашевом врятував бригаду від знищення, за що у 1965 році був нагороджений орденом Військової Доблесті V ступеня (срібний хрест), був поранений.
Від 23 вересня 1939 року до січня 1940 року перебував у німецькому полоні.
З 17 червня 1941 р. змушений був працювати при німецьких військових штабах як перекладач. Однак невдовзі був звільнений; повернувся до Скерневиць, окупованих гітлерівцями (Генеральна губернія), де працював завідувачем міського кінотеатру.
Наприкінці 1944 року очолив Український Національний Комітет у Німеччині та був обраний командувачем Української національної армії (УНА) (офіційно на цю посаду був призначений німецьким військовим командуванням з 15 березня 1945 року).
З 1945 р. — на еміграції у Німеччині. Бувши позапартійним і далеким від політики, генерал Шандрук, на доручення уряду УНР і президента Андрія Лівицького особисто 1945 року очолив Український національний комітет (УНК), підтримуваний всіма українськими політичними партіями (уенерівці, гетьманці, мельниківці та бандерівці). В лютому 1945 року комітет почав активну роботу.
У березні 1945 року німецький уряд визнав УНК як офіційного репрезентанта українців (в тому велика заслуга Павла Шандрука особисто) і як союзну сторону у війні. Уряд УНР підвищив Шандрука до генерала-поручника (так само — генерал-лейтенанта), і з цим він розпочав формувати Українську Національну Армію (УНА), до якої мали ввійти вже існуючі німецькі військові формування, укомплектовані українцями (понад 220 тисяч воїнів). Офіційно німецьким військовим командуванням на цю посаду був призначений з 15 березня 1945 року.
За згодою німецького командування, до УНА були зараховані: 14-та гренадерська дивізія військ СС «Галичина» (переіменована на «1-шу українську дивізію УНА»), Протитанкова бригада «Вільна Україна» Петра Дяченка (переіменована на «2-гу українську дивізію УНА»), бригада Вільного козацтва, підрозділи окремої парашутно-десантної бригади та ряд інших допоміжних підрозділів та зенітних батарей.
В кінці квітня 1945 року генерал-лейтенант Павло Шандрук, як командуючий УНА, відвідав дивізію «Галичина», що стояла тоді на фронті в Австрії. Дивізійники з великим ентузіазмом вітали свого генерала. 25 квітня відбулося урочисте складання присяги на вірність Україні — так постала 1-ша УД УНА.
Наприкінці війни Українська Національна Армія складалася (складалася формально, оскільки її частини були розкидані по всій центральній Європі та були оперативно підпорядковані німецькому командуванню) з 1-ї дивізії УНА (14-та дивізія СС «Галичина»), 2-ї дивізії УНА (протипанцерна бригада «Вільна Україна» та бригада колишнього начальника поліції Львова майора Володимира Пітулея), наземних частин Люфтваффе, які включали парашутистів («Група Б» під командуванням генерала Тараса Бульби-Боровця), українського персоналу Люфтваффе, поліційних батальйонів та деяких інших частин. Були плани щодо приєднання УВВ (Українське Визвольне Військо — понад 120 тисяч вояків), а також кубанських козаків і навіть грузинської національної частини.
Напередодні німецької капітуляції генерал Шандрук спричинився до виведення 1-шої дивізії УНА з фронту та здачі її в полон англійцям та американцям.

### Після війни
Після війни Павло Шандрук, будучи у полоні, зажадав особистої зустрічі з генералом Владиславом Андерсом, якого знав з військових дій 1939 року, та, за клопотанням останнього, був звільнений. Жив емігрантом у Німеччині, з 1948 — в США.
В 1965 році став кавалером найвищої військової нагороди Польщі — ордену Virtuti Militari 5-го ступеню за героїзм під час військових дій 1939 р.
Автор праць з військової історії. Генерал-полковник армії УНР в екзилі.
Помер у м. Трентон, штат Нью-Джерсі, США. Похований на кладовищі Баунд-Брук (штат Нью-Джерсі, США).

## В поліції (1910—1913)
Згідно з історичним дослідженням краєзнавця Владислава Олександровича Руденка, прізвище Шандрука було вперше помічене на шпальтах харківської газети «Утро» від 17 (30) жовтня 1909 року (№ 869), як кандидата на посаду поліцейського наглядача міста Вовчанська, Харківської губернії. У «Харківському календарі» впродовж 1910—1913 рр., Павло Феофанович Шандрук зазначений на різних поліцейських посадах міста Вовчанська та Харкова. Підтвердженням того, що це той самий генерал Шандрук, є порівняння його підписів за часів служби в поліції та УНРівської анкети датованої 1920 роком, у статті Руденка

## Праці
Шандруку належать праці з найновішої історії української армії українською, польською та англійською мовами. Серед них видана 1959 року в Нью-Йорку праця «Arms of Valor» («Армія звитяги»; в українському перекладі Бурмістенка М. Б. — «Сила доблесті» [Архівовано 17 березня 2013 у Wayback Machine.]). Був редактором збірника «Українсько-московська війна в 1920 р. в документах» (1933).
- Шандрук П. Військо і політика. — Женева : б.в, 1947. — 5 с.

## Нагороди

### українські
- Хрест Симона Петлюри
- Воєнний Хрест
- Хрест Українського Козацтва (з мечами) і золотою лавровою гілкою на стяжці
- Хрест Залізного Стрільця
- Пропам'ятна медаль Святого Архістратига Михаїла
- Відзнака Першої Української Дивізії УНА
- Відзнака Побратимів УВК

### польські
- Орден Військової Доблесті V ступеня (срібний хрест).

### французькі
- Орден Святого Лазаря Єрусалимського.

## Вшанування пам'яті

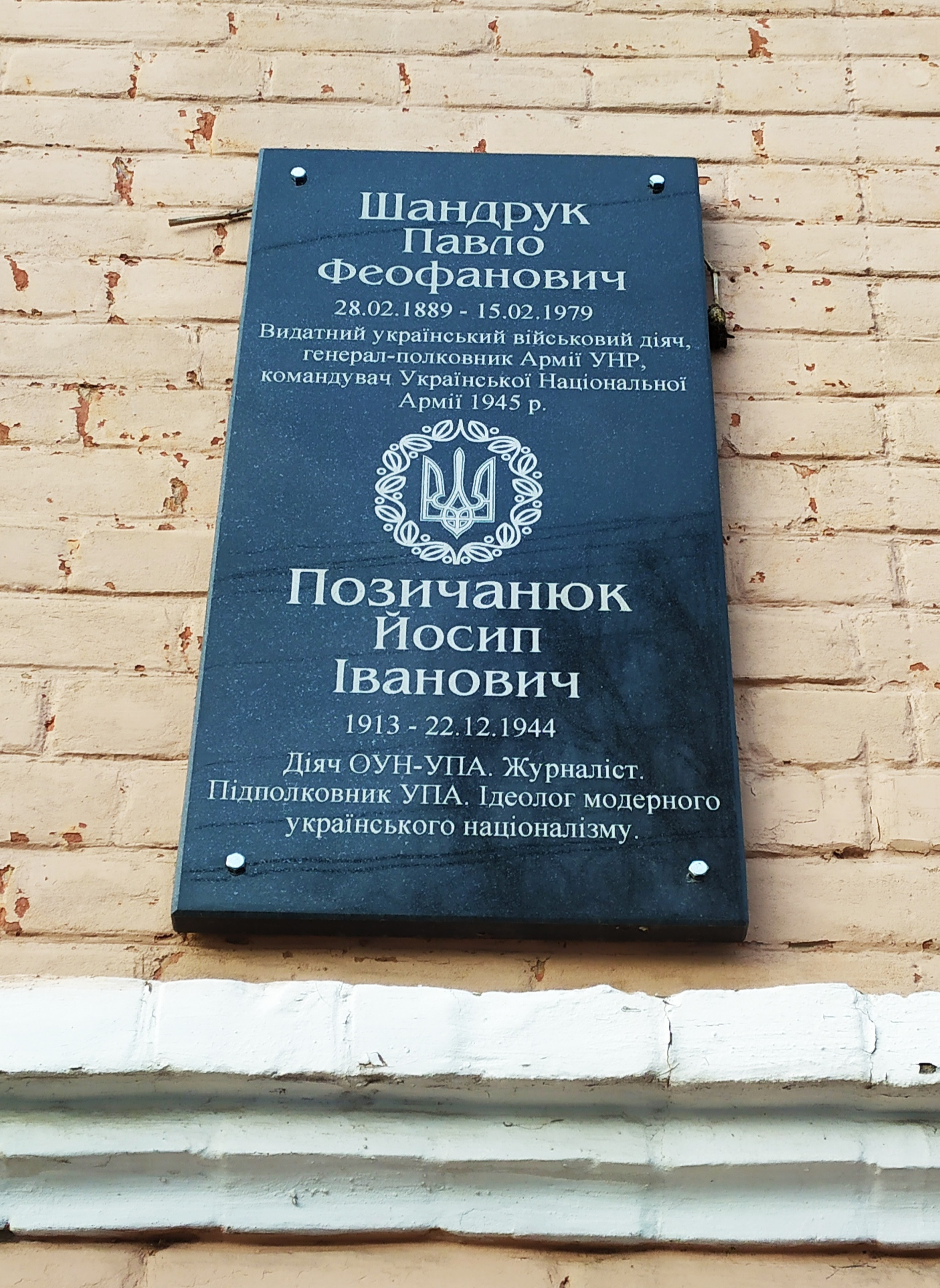
Пам'ятна дошка Павлу Шандруку та Йосипу Позичанюку в Ніжині

- Меморіальна дошка встановлена у рідному селі Борсуки на будівлі сільської школи.
- 14 жовтня 2018 року в Ніжині на Стіні Героїв Павлові Шандруку було відкрито меморіальну дошку[9].
- 26 липня 2024 року у місті Первомайськ вулицю Миколи Гастелло перейменували на вулицю Павла Шандрука.[10]